# Блатница (Словакия)

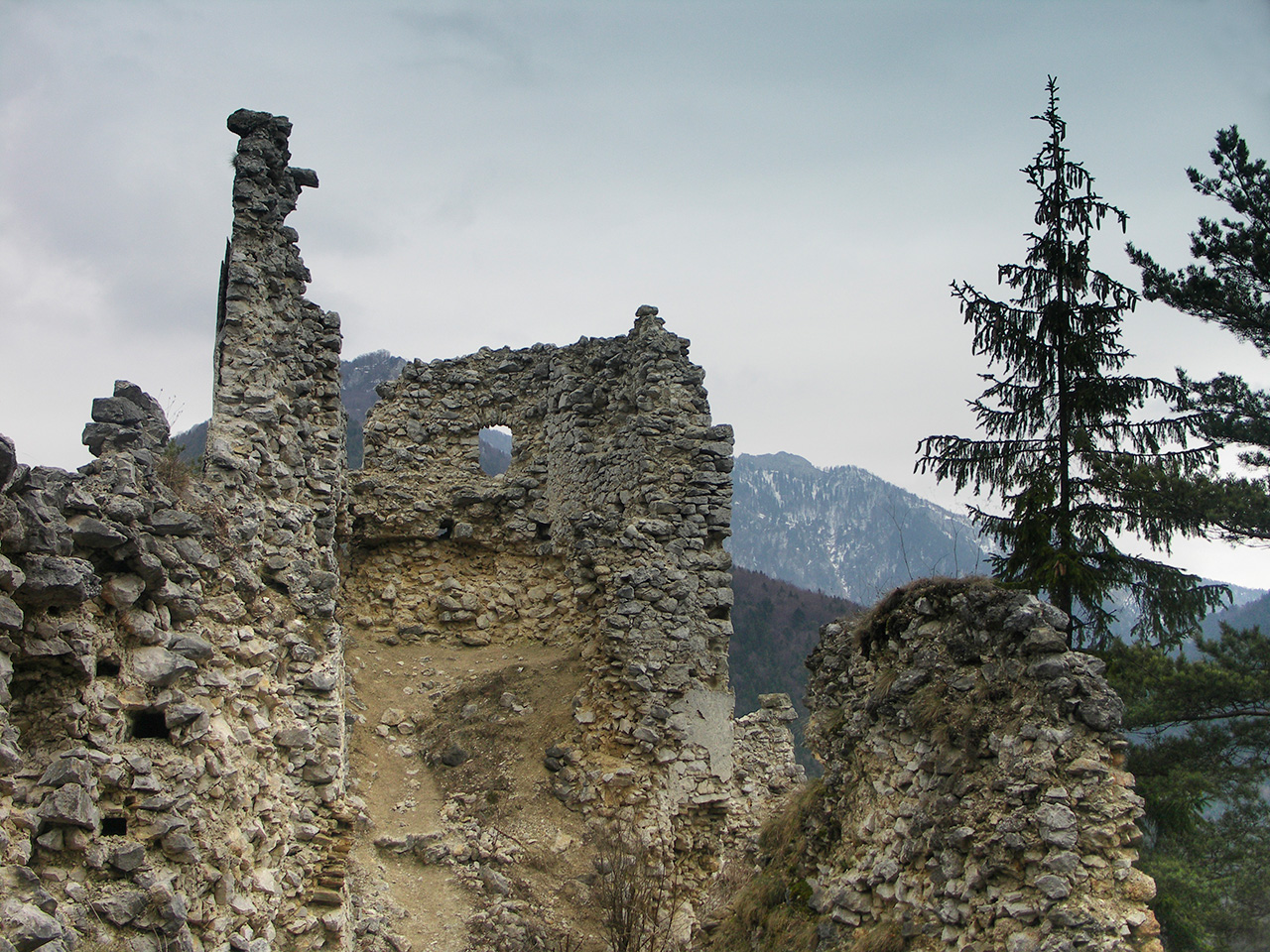
Руины Блатницкий замок

Блатница (словац. Blatnica) — деревня и муниципалитет в районе Мартин в Жилинском крае на севере Словакии. В состав село также входит посёлок Себеславце. Численность населения на 31.12.2020 — 984 человек. По переписи 2001 года 99% жителей Блатницы составляли словаки. Блатница одна из немногих деревень с абсолютным большинством лютеран (58,6%) в преимущественно римско-католической Словакии.
Деревня находится в центральной части Турьеца, на стыке Турчанской котловины и гор Большая Фатра. Расположение в устье Блатницкой долины и на краю национального парка Большая Фатра делает Блатницу идеальной отправной точкой для пеших и велосипедных прогулок. Через него протекают ручьи Блатницкий и Гадерский.
В средние века деревня вошла в состав Нитранского княжества.

Блатницкие находки. Великоморавский меч из Блатницы датируется периодом между 825 и 850 годами

Археологи выделяют раннесредневековый археологический горизонт металлоконструкций Блатница-Микульчице (VIII—IX века). Название горизонта происходит от археологических памятников в Блатнице (Словакия) и в Микульчице (Чехия). Наиболее характерными находками горизонта Блатница-Микульчице являются мечи с изысканными украшениями из могил мужчин-воинов. Ян Декан пишет, что это показывает, как моравские мастера выбирают «элементы орнаментального содержания каролингского искусства, которые соответствуют их эстетическим потребностям и традициям». По словам Ф. Курта, мечи и другие предметы горизонта Блатница-Микульчице демонстрируют «переход от тактики конного боя, типичной для кочевой войны, к тяжёлой кавалерийской технике», а также развитие местной элиты в регионах к северу от реки Дунай и Великой Венгерской равнины в начале IX века. Редкая находка в Блатнице гробницы великоморавского вельможи с мечом относится к этому периоду. Блатницкий меч аварского происхождения, ручка с орнаментом из лилий истощена золотом и серебром и изображает 4 фигуры с поднятыми руками. Небольшая часть оригинальной находки доступна в местной мемориальной избе.

## Население
| Год:                | 1994 | 2004    | 2014    | 2024     |
| ------------------- | ---- | ------- | ------- | -------- |
| Количество человек: | 856  | 875     | 911     | 1074     |
| Разница:            |      | +2,21 % | +4,11 % | +17,89 % |